# Il Popolo d'Italia
Il Popolo d'Italia è stato un quotidiano politico italiano, fondato da Benito Mussolini nel 1914 per dare voce all'area interventista del Partito Socialista Italiano. Il giornale cambiò successivamente la propria linea politica parallelamente al suo direttore, divenendo infine l'organo ufficioso del Partito Nazionale Fascista. Sospese le pubblicazioni il 26 luglio 1943. Per esplicita volontà di Mussolini, il giornale non fu più pubblicato.

## Storia
Con queste frasi scritte su La Voce, Giuseppe Prezzolini accolse la nascita del quotidiano.

### Fondazione
«Il Popolo d'Italia» fu fondato a Milano nel novembre 1914 da Benito Mussolini, che aveva lasciato il mese prima la direzione dell'«Avanti!». Dal 1912 Mussolini dirigeva l'organo del Partito Socialista Italiano. Nell'estate del 1914 alcuni socialisti entrarono in contrapposizione con la linea ufficiale decisa dalla Direzione Centrale del PSI, tesa a rifiutare l'intervento dell'Italia nella prima guerra mondiale, scoppiata il 28 luglio 1914.
Dopo aver a lungo titubato, Mussolini si sentì sempre più trascinato verso questa componente dissidente. Il 18 ottobre pubblicò sulla terza pagina dell'organo socialista un lungo articolo intitolato Dalla neutralità assoluta alla neutralità attiva ed operante, in cui rivolse un appello ai socialisti sul pericolo che una neutralità avrebbe comportato per il partito: la condanna all'isolamento politico. Due giorni dopo Mussolini si dimise dalla carica di direttore e iniziò, sempre a Milano, a lavorare alla fondazione di un giornale interventista.
Il titolo del nuovo quotidiano riprendeva un giornale fondato da Giuseppe Mazzini a Milano nel 1848: «L'Italia del Popolo». Mussolini certamente lo conosceva, dato che vi aveva collaborato anche il celebre patriota forlivese Aurelio Saffi. Il primo numero uscì il 15 novembre 1914 a Milano, con una foliazione di quattro pagine e con il sottotitolo "giornale socialista". Al fianco della testata comparvero due citazioni tratte dal frontespizio di un volume di Gustave Hervé, La conquête de l'Armée:
(Napoleone Bonaparte)
(Auguste Blanqui)
La sede (direzione e redazione) era ubicata al n. 35 di via Paolo da Cannobio, una stretta via dietro piazza Duomo. La testata venne disegnata dal pittore Giorgio Muggiani, l'impaginatore fu l'architetto Giuseppe Pagano, il capo redattore fu Sandro Giuliani, uscito dall'Avanti! con Mussolini. Il giornale non aveva una propria tipografia: veniva stampato dalla tipografia Cordara.
La sede fu presto chiamata "il covo", poiché ospitava nelle cantine dello stabile un nutrito gruppo di Arditi legati a Mussolini, che proteggevano il giornale da attacchi politici nemici.
Silvio Bertoldi, nel suo libro "Camicia Nera", così descriveva il luogo:

#### I finanziamenti
Al progetto di finanziamento del quotidiano contribuirono, con laute somme, socialisti e radicali francesi (nelle persone di Joseph Caillaux, Bolo Pascià, Jules Guesde, Marcel Cachin), personalità del Regno Unito (su tutti Sir Samuel Hoare e Lord Northcliffe), finanzieri russi, magnati svizzeri e tedeschi, oltreché tutto l'apparato industriale italiano, composto dalla famiglia Agnelli, da entrambi i fratelli Perrone (proprietari dell'Ansaldo), l'industria elettrica, gli industriali zuccherieri italiani, gli agrari emiliani, il Ministro degli Esteri italiano Antonino Paternò Castello e la Banca Italiana di Sconto.
Mussolini fu oggetto di critiche circa le sovvenzioni ed i finanziamenti ricevuti. In particolare, venne alla luce un finanziamento di 500 000 lire, utilizzato per il primo impianto del giornale. La somma fu procurata a Mussolini da Filippo Naldi, giornalista (direttore del «Resto del Carlino» di Bologna) con numerosi agganci negli ambienti industriali genovesi e milanesi. Naldi svolse soprattutto il ruolo di mediatore. Tra la fine di ottobre e l'inizio di novembre 1914 Mussolini si recò con Naldi a Ginevra, dove riuscì ad ottenere dei contratti per la pubblicità e, allo stesso tempo, incontrò uomini politici del fronte alleato. Per la gestione della pubblicità, Naldi ottenne un accordo con la concessionaria svizzera-tedesca Haasenstein & Vogler. Successivamente mise in contatto Mussolini con le Messaggerie Italiane, che organizzarono la distribuzione del giornale sul territorio nazionale; inoltre presentò al futuro direttore l'economista ebreo Giuseppe Jona, che aveva in animo di fondare una sua agenzia di pubblicità («Agenzia Italiana Pubblicità»). La Haasenstein & Vogler “subappaltò” la gestione della pubblicità all'agenzia di Giuseppe Jona. L'agenzia versò una somma, ottenendo da Mussolini le dovute garanzie. La carta usata per «Il Popolo d'Italia» proveniva dallo stesso fornitore che riforniva anche «il Resto del Carlino». Naldi fece assumere due suoi redattori al giornale milanese. Altri contatti furono presi per l'impianto del giornale per quanto riguardava il funzionamento tecnico ed amministrativo. In novembre l'imprenditore Giuseppe Pontremoli, massone di 33º grado del Rito scozzese antico e accettato, anticipò 20.000 lire per l'acquisto della rotativa con cui fu stampato il nuovo giornale.
Nel febbraio del 1915 l'Associazione dei giornalisti della Lombardia avviò un'indagine sull'accaduto per verificare se Mussolini, tra l'abbandono dell'«Avanti!» e la fondazione del Popolo, avesse tenuto un comportamento moralmente indegno. La commissione rilevò che i contratti stipulati da Mussolini con le Messaggerie e con l'A.I.P. erano regolari. La commissione decise di archiviare l'inchiesta. In un successivo momento, ovvero tra maggio e giugno del 1915, forse grazie all'incontro politico avuto a Ginevra, Mussolini riuscì ad ottenere buone sovvenzioni dal governo francese e dai partiti socialisti di Francia e Belgio, che intendevano favorire l'intervento nella Prima guerra mondiale anche presso il mondo del lavoro italiano.
Quando ormai la vita del giornale viaggiava su binari sicuri, emerse una situazione che imbarazzò notevolmente Mussolini e Naldi. L'«Agenzia Italiana di Pubblicità» di Jona era stata tenuta all'oscuro dell'esistenza di contributi esteri notevolmente superiori a quelli raccolti sul territorio nazionale. Quando si accorse di essere stato raggirato, Jona fece causa a Naldi e a Mussolini. Nel resto del 1915 Naldi si concentrò sulla direzione del Resto del Carlino, mentre Mussolini si arruolò volontario nell'Esercito.
Le indagini per individuare le fonti di finanziamento del giornale mussoliniano continuarono anche dopo il secondo dopoguerra; le documentazioni ritrovate testimoniarono sia la provenienza che i finanziatori. Oggi la documentazione raccolta comprova il versamento di contributi provenienti da industriali italiani interessati all'aumento delle spese militari per il desiderato ingresso in guerra dell'Italia. Fra questi spiccano i nomi di Carlo Esterle (Edison), Emilio Bruzzone ("Società siderurgica di Savona" e "Società italiana per l'industria dello zucchero indigeno", di cui era membro più importante l'Eridania), Giovanni Agnelli (Fiat), Pio Perrone (Ansaldo) e Emanuele Vittorio Parodi (Acciaierie Odero).

#### Collaboratori e sostenitori (1914-1915)
Fin dall'inizio, Mussolini ebbe come stretto collaboratore il giornalista forlivese Manlio Morgagni, a cui fu affidata la direzione amministrativa del giornale. 

Diversi furono i nomi che tennero a battesimo il quotidiano. Molti di questi provenivano dalle linee socialiste e dall'Avanti!, di cui Mussolini era stato direttore (ottobre 1912 - ottobre 1914).
Tra i diversi collaboratori e redattori vanno ricordati (1914-1915):
- Michele Bianchi - caporedattore
- Nicola Bonservizi (1890-1924)
- Lido Caiani
- Giovanni Capodivacca
- Filippo Corridoni (1887-1915)
- Alceste de Ambris
- Giacomo di Belsito
- Ottavio Dinale - firmava i suoi corsivi con gli pseudonimi Jean Jacques e Farinata.
- Luigi Freddi - redattore e inviato con lo pseudonimo il Fromboliere nella rubrica "Tiro a segno"[18].
- Mario Girardon primo corrispondente estero a Parigi.
- Sandro Giuliani - redattore
- Ugo Marchetti - "prestato" dal Resto del Carlino dietro interessamento di Filippo Naldi.
- Manlio Morgagni - direttore amministrativo.[19]
- Angelo Oliviero Olivetti - sindacalista rivoluzionario. Già direttore della rivista "Pagine Libere".
- Piero Parini - redattore e inviato all'estero. In particolare presso la Società delle Nazioni.
- Massimo Rocca - già collaboratore dell'Avanti!. Si firmava anche con lo pseudonimo Libero Tancredi.
- Arturo Rossato - detto Arros.
- Maria Rygier
- Margherita Sarfatti - critica d'arte
- Gaetano Serrani
- Scipio Slataper - redattore romano che lascerà il posto a Giuseppe Prezzolini.
- Luigi Somazzi - proveniente dal «Resto del Carlino», come Marchetti.
- Roberto Suster - corrispondente da Berlino fino al 1926.
- Giuseppe Ungaretti - corrispondente da Parigi.

La Voce, Azione socialista e L'Iniziativa sono le testate che maggiormente promossero l'interventismo del giornale. Lo stesso fecero Giovanni Papini, uno dei primi collaboratori del quotidiano mussoliniano, Gabriele D'Annunzio, i fratelli Garibaldi (Ricciotti, Giuseppe e Bruno), Paolo Boselli, Leonida Bissolati, Scipio Slataper, Enrico Corradini.

### L'interventismo
Quando Mussolini seppe che l'allora sindaco di Milano, Caldara (PSI), aveva chiesto un'inchiesta sul caso, lo anticipò dimettendosi dalle due cariche pubbliche che ricopriva nel capoluogo lombardo: consigliere comunale e componente del Consiglio d'amministrazione della Cassa di Risparmio delle Province Lombarde (Cariplo), entrambe ottenute come dirigente del PSI. L'attendismo non rientrava più nei suoi piani politici e il suo istinto gli diceva che l'interventismo era il cavallo di battaglia vincente. Così gli articoli di fondo pubblicati sul suo quotidiano continuarono su questa linea.
Un valido contributo gli venne dato anche dalle penne di Nenni, Papini, Lanzillo, Panunzio, Rensi ed altri che con lui si alternarono nella stesura degli articoli di fondo dai quali partivano denunce, attacchi veementi e proposte rivoluzionarie. Con il passare del tempo il "Popolo d'Italia" divenne l'organo più importante dell'interventismo democratico e rivoluzionario che servì a coagulare:
La dichiarazione di guerra dell'Italia all'Impero austro-ungarico (24 maggio 1915) diede al giornale un trionfo sul piano della credibilità, ma provocò anche una sconfitta sul piano politico. Gli scopi del quotidiano, ovvero dividere la sinistra e controbattere l'offensiva neutralista, erano stati raggiunti, per cui né i borghesi né gli industriali ebbero più interesse a finanziare il giornale.
Della stessa cosa ne risentirono anche altre testate interventiste, le quali andarono verso un'estinzione volontaria. Anche i rivoluzionari che sul Popolo d'Italia scrissero articoli di fuoco furono in un certo senso dimenticati. De Ambris, Bissolati, Salvemini, Chiesa, Corridoni partirono per il fronte mentre Mussolini fu il bersaglio dei socialisti, che lo tacciarono di codardia.
Fu in questa occasione che i socialisti neutralisti rispolverarono la frase "Armiamoci e partite". Con questa ironica massima i socialisti vollero mettere alla berlina Mussolini per essere rimasto al suo posto di direttore del Popolo d'Italia mentre tutti i suoi collaboratori avevano preso le armi. In realtà Mussolini aveva immediatamente presentato domanda per partire volontario; essa era stata rigettata per ragioni burocratiche (l'appartenenza ad una classe sotto leva). Scartato come ufficiale per i precedenti politici, dovette attendere il 15 agosto per partire (nei Bersaglieri). Dal fronte, il direttore del Popolo d'Italia scrisse un Giornale di guerra, che fu pubblicato a puntate tra il settembre 1915 e il marzo 1917. Il diario uscì poi rilegato in volume.
Prima di partire per il fronte Mussolini affidò la conduzione del Popolo d'Italia a Giuseppe De Falco e Ottavio Dinale. Nonostante i loro sforzi, il giornale continuò ad avere problemi di sopravvivenza. La censura di guerra fece il resto, portando il quotidiano sull'orlo della chiusura definitiva. E come se non fosse bastato, la nascita di un nuovo organo di stampa Il fronte interno, voluto dalle correnti di destra della coalizione, nella speranza di poter dare nuova linfa vitale al movimento, sottrassero al quotidiano di Mussolini la qualifica che l'aveva fin lì caratterizzato, quella di portavoce della corrente d'opinione opposta a quella ufficiale del Partito socialista.
Anche in trincea il giornale era malvisto ed avversato: gli interventisti, infatti, incontravano il disprezzo dei coscritti e degli ufficiali di carriera. Inoltre la Santa Sede, con Papa Benedetto XV, aveva indicato ai cattolici di tutto il mondo di adottare un atteggiamento pacifista. Le organizzazioni cattoliche italiane si erano subito adeguate. Davanti alla presa di posizione ufficiale della Chiesa, Giovanni Papini dalle colonne del Popolo d'Italia lanciò bordate con toni divisivi, tanto da arrivare a definire "conigliesca (la) neutralità dei preti rossi e neri". L'Arcivescovo di Milano non tardò a controbattere all'offensiva condannando il Popolo d'Italia e vietandone la lettura ai fedeli.

### Il cambiamento interno
Nel 1917 Mussolini rimase ferito dallo scoppio accidentale di una granata e dovette lasciare il fronte. Tornato alla vita civile, decise di ridare tono al suo giornale lanciando un'edizione romana (anche se stampata a Milano). Nello stesso tempo anche L'Unità di Gaetano Salvemini riprese le pubblicazioni. 
Mussolini si accorse, visti i tempi, che sarebbe stato opportuno dare una svolta progressiva ma decisiva alle colonne del suo giornale ricollocandolo su una linea avanzata e centrale dello schieramento politico. E così fece in materia di politica estera con i suoi due primi articoli non firmati intitolati Italia, Serbia e Dalmazia e Il terreno dell'intesa Italo-Serba, tentando così di riguadagnare il terreno perduto sui nazionalisti. In piena guerra mondiale il Regno Unito finanziò il giornale: Mussolini prese l'impegno, per la somma di 100 sterline a settimana, di boicottare eventuali manifestazioni pacifiste in Italia..
Intanto la sua attenzione puntò anche alla Russia, dalla quale Mussolini trasse motivo di entusiasmo accogliendo i moti rivoluzionari indicandoli come possibile conseguenza di un eventuale cedimento politico, sociale e civile del fronte interno italiano. Ma al di là degli articoli ad effetto Mussolini riuscì nuovamente a creare il cosiddetto "zoccolo duro" dei lettori con la presa di posizione a favore dei combattenti. Per questa sua scelta il pubblico tornò ad interessarsi entusiasticamente, ancora una volta, al Popolo d'Italia.
Al combattente venne dato ampio spazio sul giornale tanto che alla vigilia ed immediatamente dopo la disfatta di Caporetto le lettere dal fronte continuarono ad affluire alla redazione del quotidiano apportando linfa vitale e contenuti sui quali dibattere. Ma un altro problema dovette essere risolto: quello economico. Il Popolo d'Italia si ridusse a due pagine con uscite ogni tre giorni la settimana. Nel 1916 si arrivò vicinissimi alla chiusura definitiva.
Solo nel 1917 ci furono i primi miglioramenti economici grazie all'intervento di alcuni industriali (come Cesare Goldmann che si troverà presente anche al raduno di Piazza San Sepolcro) e al sostegno di alcune banche (soprattutto la Banca Italiana di Sconto), le quali inserirono la loro pubblicità per il prestito nazionale. Ma l'apporto di denaro non fu sufficiente. Così Mussolini decise di attuare una forma di finanziamento consone alle tesi del suo giornale, una sottoscrizione che fruttò in due mesi la consistente somma di centomila lire.
Sistemati i conti economici Mussolini poté pensare seriamente a trattare temi di grande eco pubblica. Decise così di considerare come cavalli di battaglia: la preservazione della tensione bellica dalle manovre "rinunciatarie" del parlamento e il contenuto sociale in guerra. Negli articoli di fondo, prendendo a pretesto le vicende russe e gli sforzi di Kerenskij, Mussolini scrisse:
Mussolini inaugurò l'11 ottobre 1917 un'edizione del suo giornale a Roma perché potesse essere meglio presente alle situazioni politiche che andavano evolvendosi. In quel frangente giunse la notizia della disfatta di Caporetto. Il Popolo d'Italia davanti a quel repentino cambiamento di situazione politico-militare dovette rimescolare piani e propositi. Da qui nacque un nuovo soggetto politico, Il Combattente. Mussolini divenne così il sostenitore principale del combattente, della difesa del valore del soldato italiano e della concordia nazionale. Nacque anche il "trincerismo", cioè la fede nell'abisso fra vecchio e nuovo che il conflitto aveva ormai scavato.
Egli scrisse a tal proposito:
Queste parole furono il segnale, sia nella storia del giornale, sia nella vita di Mussolini, di un primo cambiamento che diede inizio all'allontanamento definitivo dal socialismo di vecchio tipo. Si stavano creando le prime basi del pensiero fascista mussoliniano. Scriverà ancora:
Il repentino cambiamento dovuto alla disfatta di Caporetto, alla nobilitazione del combattente ed all'uso dell'attributo "nazionale" piacque ad alcuni industriali quali Ansaldo e i fratelli Perrone. Grazie ai contratti pubblicitari ed agli approcci pubblici e privati con essi, pur decidendo la soppressione dell'edizione romana il 26 luglio, i risultati economici del giornale furono soddisfacenti.
A tal punto i tempi furono maturi per un ulteriore cambiamento. Con l'articolo di fondo Novità fu annunciato che da quel momento il sottotitolo Quotidiano socialista avrebbe lasciato il posto a Quotidiano dei combattenti e dei produttori asserendo: "termina la 'concorrenza di due botteghe' intorno ad una 'merce scadente', per la quale 'il mercato è scarso'." In questo cambiamento non tutti i collaboratori lo seguirono. De Falco, Fasulo, Di Belsito, Ottavio Dinale lo lasciarono ma i posti vuoti furono colmati in seguito da nuovi collaboratori.

### Il dopoguerra

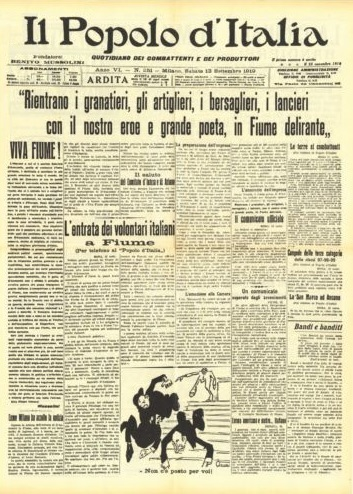
Prima pagina del «Popolo d'Italia» dedicata all'impresa di Fiume (13 settembre 1919).

La scrivania di Mussolini nella sede del «Popolo d'Italia», in via Paolo da Cannobio a Milano.

La prima guerra mondiale finì nel 1918 con la dissoluzione dell'Impero austro-ungarico. Il giornale si trovò di fronte ad un'altra crisi economica che lo avrebbe potuto portare a chiudere definitivamente. Finita la guerra infatti gli industriali di un tempo che finanziavano le casse del Popolo d'Italia persero l'interesse visto che a guerra finita le industrie belliche cessavano i serrati ritmi di produzione.
Venne deciso di adottare nuove proposte per la nuova situazione creata dal dopoguerra: la Costituente dell'interventismo e una nuova legislazione sociale per i mutilati. Il giornale insomma si preparò al rientro in patria degli oltre 200.000 ufficiali di complemento oltre agli ancor più numerosi soldati che non avrebbero trovato lavoro nelle industrie e nei campi. Inizialmente lo Stato commissionò una sorta di assistenzialismo per i reduci del fronte, cosa che venne immediatamente criticata attraverso la pubblicazione di numerosi articoli sul tema creando, di contro, peso politico e ideologico non solo per i soldati ritornati dal fronte ma a tutta la guerra combattuta.
Per il Popolo d'Italia il 1919 segnò un grande cambiamento. Vennero presi tre grandi temi sui quali dibattere: politica estera, sindacalismo e forme organizzative del combattentismo. Su tutto aleggiò la difesa dei reduci e della vittoria. Si iniziò a comunicare patriottismo attraverso tutte le manifestazioni indette dalle associazioni irredentistiche. Il Popolo d'Italia in quello stesso periodo venne chiamato ad essere testimone della fondazione dei Fasci italiani di combattimento. Dalle sue colonne vennero lanciati appelli per l'adunata in programma e venne pubblicato il programma dei Fasci.
Il giornale sostenne anche l'Impresa di Fiume, condotta da Gabriele D'Annunzio. Il giornale ebbe un picco impressionante nelle vendite tanto che il 19 settembre attraverso una sottoscrizione pro-Fiume ricavò qualcosa come 3 milioni. Forte della consistenza numerica dei lettori, Mussolini alzò il tiro dei suoi attacchi fino a far intervenire la Magistratura che ordinerà il suo arresto per un breve periodo di tempo.
Nel 1920 il Popolo d'Italia proseguì una battaglia politica a favore degli operai e della forza lavoratrice in genere pur astenendosi da alcuni temi quali la questione sorta sui trasporti pubblici. Argomento questo che non trovava, secondo Mussolini, maestranze capaci a padroneggiare una situazione tecnica. Il quotidiano quindi si proclamò da un lato a favore del "movimento sovversivo" e dall'altro conciliatore tra mano d'opera e datori di lavoro.

#### Mussolini contro gli squadristi
I momenti economicamente precari, benché il giornale si fosse consolidato al terzo posto tra i quotidiani più letti dalla Nazione, in realtà, non cessarono neanche nel 1920. Essendo stato sempre sovvenzionato da industriali, questi, a seconda del loro tornaconto o in base alle vicende interne aziendali e personali ebbero quasi sempre la possibilità di far vacillare la stabilità economica del Popolo d'Italia.
L'interesse politico del giornale, nel 1920, cadde a favore della campagna di potenziamento della Marina mercantile. A questo si aggiunse la costante e martellante propaganda sociale e politica rivolta a favore dei Fasci di Combattimento e dei suoi militanti. Il Popolo d'Italia divenne persino "fornitore" di articoli per altri quotidiani fascisti che ne ripresero alcuni di questi ripubblicandoli sulle loro pagine.
Il quotidiano criticò tuttavia gli atteggiamenti facinorosi delle squadre fasciste, sostenendo il concetto che "la violenza era e doveva restare per il fascismo un'eccezione, non un metodo ed un sistema". Il "Popolo d'Italia" diventò strumento di attacco e difesa contro i ras che non avrebbero mai accettato l'ipotesi di una tregua con le forze armate socialiste, nonostante i Fatti di Sarzana. L'ostinazione dei capi squadristi portò Mussolini a scrivere la frase: "Se il fascismo non mi segue, nessuno potrà obbligarmi a seguire il fascismo".

### Ascesa durante il fascismo
Mussolini ospitò sul suo giornale il dibattito circa la necessità di tramutare il movimento da lui fondato in partito, rendendo così il giornale una sorta di tribuna precongressuale. Cambiò anche il ruolo del giornale: esso si sarebbe trasformato in un organo per preparare il terreno all'ascesa fascista al potere.
Si dovette per prima cosa iniziare ad adeguare le strutture. Dopo sette anni di attività infatti il Popolo d'Italia non disponeva ancora di una tipografia e di un magazzino - carta di proprietà. Sia la lavorazione, sia i servizi amministrativi dipendevano da terzi. Inoltre ci furono nuovi impegni editoriali come l'edizione del lunedì, iniziata il 14 novembre 1921, che esigevano anch'essi dei sostanziali cambiamenti.
Venne varata un'iniziativa di sostegno, un prestito rimborsabile in dieci anni per procurarsi una nuova sede e nuovi macchinari. Lo scopo fu quello di raggiungere la cifra di due milioni di lire attraverso la messa in circolazione di duemila obbligazioni da mille lire ciascuna. Ci furono notevoli miglioramenti tecnici e si riuscì ad iniziare la costruzione della nuova sede in via Lovanio 10. Fu costruito un palazzo in angolo con via Moscova, ultimato nel 1923. La nuova sede, molto più grande della precedente, disponeva di una tipografia interna e di un magazzino.
Le innovazioni vennero anche apportate ai contenuti del giornale che puntarono, più di ogni altra cosa, sul prestigio. A questo scopo ci si astenne dal far riferimento a nuove polemiche su fatti noti e si dette risalto ai motivi costruttivi quali: elevazione delle condizioni sociali, risanamento della finanza pubblica, delineazione dei caratteri di uno stato fascista. Oltre a questi temi, Mussolini volle maggiormente accentuare la sua attenzione alla politica estera, tanto che egli stesso fu corrispondente prima da Cannes, poi da Berlino.
Questi cambiamenti fecero perdere gran parte del sapore polemico tipico della testata, ma si acquisì in finezza di sfumature. Con la caduta del Governo Facta I Mussolini tornò alle vesti di giornalista. Poi, di colpo, i suoi scritti cessarono il 14 ottobre del 1922. La mattina del 28 ottobre, quando la mobilitazione delle squadre per la Marcia su Roma era ovunque in corso, venne trascritto sul Popolo d'Italia il proclama dell'insurrezione in prima pagina.
All'indomani comparve la sua ultima nota giornalistica intitolata La situazione. Poi Mussolini andò a parlamentare con le forze dell'ordine che, nel frattempo, circondarono l'edificio all'interno del quale si erano barricati settanta squadristi. Lo stato d'assedio, già preannunciato, non venne instaurato ed al direttore del Popolo d'Italia non restò che ricevere il messaggio che lo avrebbe chiamato a Roma.

#### Dalla rivoluzione alla censura
Il Popolo d'Italia, dopo il 28 ottobre 1922, ebbe bisogno di un altro cambiamento di qualità. Dopo la marcia su Roma e la richiesta del re a Mussolini di formare il nuovo governo, il giornale si fece portavoce ufficioso del neo primo ministro. Mantenne questo ruolo fino a quando il governo fascista non riuscì ad allineare alle proprie necessità altri giornali simpatizzanti. Il quotidiano di Mussolini cavalcò due temi particolarmente importanti per l'opinione pubblica: ordine pubblico e disciplina nazionale. Francesco Di Pretorio così scrisse nell'editoriale del 3 novembre:
Si esaltò quindi l'autorità dello Stato condannando fermenti ed illegalismi. Lasciando Milano per Roma, Mussolini dovette abbandonare anche la direzione del suo giornale nelle mani del fratello Arnaldo (30 ottobre).
Tra polemiche e dissapori politici, riportati con vari articoli non solo sul Popolo d'Italia ma anche sugli altri giornali, si giunse al febbraio del 1923 quando il Partito Nazionale Fascista assorbì i nazionalisti, dai quali prelevò alcuni esponenti di rilievo (come ad esempio Enrico Corradini) inserendoli tra i collaboratori del quotidiano. Nello stesso anno apparve il primo numero della «Rivista illustrata del Popolo d'Italia», diretta da Manlio Morgagni (1923-1943). Dapprima ebbe periodicità bimestrale, poi passò ad uscite mensili.

### Giornale di regime: dal 1924 al 1936
I cambiamenti di stile e di contenuti non cessarono mai nel quotidiano, tanto è vero che anche dopo il consolidamento di Mussolini al governo Il Popolo d'Italia ebbe due periodi distinti. Il primo periodo sino alla proclamazione dell'impero, contraddistinto da forti aumenti di tiratura. Il secondo dominato dai "molti silenzi" e dal "greve tono di ufficiosità". In questa seconda fase Mussolini fece sentire la sua disapprovazione definendolo "giornale freddo senza voce e senza eco".

#### 1924-1925
Nel 1924 il giornale venne preso nell'occhio del ciclone quando uno dei suoi primi redattori, Nicola Bonservizi, cadde vittima a Parigi di un attentato compiuto da antifascisti italiani cosiddetti "fuoriusciti". Poi l'omicidio Matteotti lo coinvolse in pieno insieme al suo fondatore in una partita decisiva. Il giornale respinse subito ogni accusa e sospetto sulla responsabilità del fascismo ufficiale. Vincenzo Moreno a tal proposito sottolineerà, nell'editoriale del 15 giugno, la speculazione politica del fronte antifascista.
Altri articoli capeggiarono sul Popolo d'Italia circa l'omicidio Matteotti con titoli di critica nei confronti dei socialisti ed antifascisti: "Moderatucoli - Le trombe di Gerico - Prediche e pulpiti". Le polemiche si trascinarono fino al 3 gennaio contro l'Aventino e soprattutto contro le vecchie classi dirigenti liberali. Arnaldo nel contesto di una situazione delicatissima protese per una moderazione anche dopo il delitto Casalini, deputato fascista, sindacalista, ucciso a revolverate da un esaltato il 12 settembre. "Nessuna violenza - Nessuna disciplina" furono i titoli sul Popolo d'Italia in quei giorni.
Dal 18 settembre 1924 al 3 maggio 1925 il Popolo d'Italia pubblicò anche un'edizione romana diretta da Paolo Orano, assunto quell'anno come caporedattore del giornale.
Nelle pause tra le varie polemiche il quotidiano aprì le sue colonne al dibattito sulla tematica dello Stato fascista. Furono chiamati ad esprimersi in merito nomi quali: Sergio Panunzio, Carlo Costamagna, Massimo Rocca, Gino Arias, Angelo Oliviero Olivetti, Volt. Venne preso come bersaglio polemico Benedetto Croce. Sarà non solo attraverso questo dibattito, ma anche a causa dei delitti prima menzionati, primo fra tutti il delitto Matteotti, che si delineerà la strada che porterà alla repressione della libertà di stampa, accompagnata da minacce di restrizioni e sequestri cui il Popolo d'Italia non sarà estraneo. Scrisse Giorgio Rumi:
Un pensiero smentito da alcuni fondi di prima e terza pagina del Popolo d'Italia pubblicati in quegli anni.

#### Il Popolo di Roma
Nel 1925 i quotidiani italiani, a cominciare dai giornali con le più alte tirature, si uniformarono alle direttive del regime riportando fedelmente la sua voce. Ne risentirono soprattutto i giornali a media tiratura. In poco tempo la tiratura del Popolo d'Italia scese sotto le 80.000 copie e la pubblicità divenne sempre più scarsa. Ciò indusse l'amministrazione del giornale a sospendere l'edizione romana in maniera definitiva. 
La testata fu rilevata da Paolo De Cristofaro, intellettuale irpino con un passato nel Partito popolare. Per marcare il legame di continuità con il predecessore, conservò gli stessi caratteri di testata e l'indirizzo politico. Il Popolo di Roma uscì a partire dal 1º ottobre 1925.
Negli anni trenta il quotidiano iniziò ad ospitare nelle sue pagine anche gli articoli di intellettuali antifascisti (tra cui Mario Missiroli, Mario Vinciguerra e Adriano Tilgher). Non riuscendo a decollare economicamente, De Cristofaro si avvicinò all'organizzazione degli industriali. Nel 1939 decise di vendere la testata, che fu rilevata dal ministro Costanzo Ciano, che vedeva di buon occhio l'anticonformismo del giornale di De Cristofaro.
Successivamente il quotidiano fu diretto da Guido Baroni. Dopo la caduta del fascismo (25 luglio 1943) Baroni fu sostituito da Corrado Alvaro, direttore dal 27 luglio al 13 settembre. A differenza del Popolo d'Italia, il «Popolo di Roma» continuò a essere pubblicato anche dopo l'8 settembre 1943 sotto la direzione di Francesco Scardaoni, successore di Alvaro.

#### Il malcontento
Arnaldo Mussolini, per evitare la chiusura, cercò di dare al giornale da lui diretto una funzione originale, tanto che fu indotto a scrivere:
In quest'ottica si sforzò di fare del giornale un efficace strumento di orientamento e mobilitazione, valorizzando le iniziative di governo non solo attraverso gli articoli ma anche facendo forza sull'impatto visivo: usò titoli di spicco, fotografie e disegni di Mario Sironi. Il tono forzatamente piatto ed opaco dei servizi portarono ugualmente l'interesse dei lettori verso altre testate, benché il Popolo d'Italia fosse stato, in quel preciso periodo, il quinto quotidiano italiano più letto all'estero.
La repressione della libertà di stampa fece effetto anche sul Popolo d'Italia, oltre che sul resto dei giornali italiani. Delle imposizioni del regime si lamentarono in molti, in particolare Giorgio Pini che, su L'Assalto (organo dei fascisti bolognesi) espresse, oltre alle critiche, anche una sorta di profezia: "Che questa opposizione, sempre viva e necessaria, soffocata all'esterno, ricomparirà all'interno, automaticamente". A tali critiche, sottoscritte anche da Giuseppe Bottai su Critica fascista del 1927, Arnaldo rispose personalmente. A Pini, dopo averlo rimproverato per la sua presa di posizione, rivolse un formale invito di collaborazione al giornale di Mussolini.
Mentre per Bottai e i giovani giornalisti di Critica fascista Arnaldo prima ricordò che "il giornalismo che prende argomenti, li affina, li discute, li tuffa, li riprende, non è del nostro tempo" e che "la sua funzione odierna non è quella di inseguire farfalle, ma di volgarizzare dei principi", e poi precisò con maggior forza: "è ora di lasciare da parte, per non averli sempre tra i piedi, gli scontenti, gli ipercritici e di valorizzare seriamente i silenziosi, gli operanti, i tenaci, i fascisti senza incrinature e senza casi dubbi di coscienza". Ma proprio per essersi allineato alla volontà del Duce e quindi accettato la giustezza della censura, siglando tale pensiero con la frase: "È l'ora della disciplina e del silenzio nei ranghi", aumentò il senso di sfiducia, malcontento e delusione di molti giornalisti e di gran parte del popolo italiano.
Il Manchester Guardian del 15 febbraio 1927 scrisse:

#### 1927-1928
Ormai imbavagliata l'opposizione e acquietati i dissensi interni, Mussolini distribuì da un lato avvertimenti e rimproveri ai renitenti all'ordine e dall'altro ricompensò chi si allineava al regime. Ma chi esagerava nell'esaltare le opere del fascismo poteva incorrere in un eguale rimprovero. Ne cadde vittima l'avvocato Roberto Farinacci, allora Segretario del Partito Nazionale Fascista, che fu attaccato per i toni eccessivamente politici profusi al processo Matteotti nella difesa di Amerigo Dumini e degli altri responsabili nell'uccisione del parlamentare, tanto che dovette dimettersi dal vertice del partito.
Il giornale fu tenuto sempre lontano dalle lotte interne al regime: godette di una sorta di immunità, anche se i direttori ed i capi redattori non ne fecero mai uso. Nella tormenta delle critiche e dei rimproveri cadde anche il successore di Farinacci a capo del PNF, Giovanni Giuriati, che ebbe vita breve per il suo "zelo epurativo". Ciò che portò Mussolini a calcare la mano sulla limitazione della libertà di stampa fu senz'altro anche il caso Matteotti e le traversie che questi portò. Eloquenti furono le sue parole del 10 ottobre 1928 rivolte ai settanta quotidiani:
Ecco i motivi per i quali il giornale mise in secondo piano gli apporti culturali e dottrinari espressi da uomini come Mino Maccari, Carlo Costamagna, Vincenzo Fani Ciotti, Camillo Pellizzi, Bruno Spampanato, Lorenzo Giusso, Giuseppe Bottai, Angelo Oliviero Olivetti, Gherardo Casini, Sergio Panunzio, Giovanni Gentile. Il fiancheggiamento del Popolo d'Italia al regime fu totale. Lo stesso Arnaldo Mussolini, come già detto, ne abbracciò in toto la giustezza fino a chiamare "pietra angolare" la circolare ai prefetti che pose le nuove norme di controllo sull'ordine pubblico.
Il nuovo corso del quotidiano non fu di gradimento dei lettori tanto che si registrarono notevoli cali di tirature. Nel 1926-1927 le copie vendute scesero a 70.000 per risalire a 92.000 per gli abbonamenti pubblicizzati con notevoli sforzi economici del partito; intanto si era aggiunto nel 1926 anche il settimanale illustrato popolare La Domenica dell'Agricoltore. Gli abbonamenti scesero ancora a 87.000 verso la metà del 1930. Il calo dei lettori fu dovuto anche all'idea che Arnaldo si fece del giornale per il quale mirò più che al numero dei lettori, alla qualità di questi scelti in seno alla classe dirigente. Venne abolita la cronaca nera mentre lo sport e il tempo libero vennero trattati come accessori di poco conto.
Il giornale acquisì dei picchi nelle vendite solo quando i due fratelli Mussolini scrissero insieme, trattando vari temi. Ciò avvenne senza alcun accordo precedentemente preso. Il periodo di crescita si ebbe nel 1931 quando comparvero, a firma dei Mussolini, articoli sulla crisi tra Stato e Chiesa e sui rapporti che precedettero e seguirono la firma dei Patti Lateranensi fra Italia e Città del Vaticano.

#### I Patti Lateranensi e la morte di Arnaldo Mussolini
Il Popolo d'Italia e l'Osservatore Romano, tramite critiche reciproche, commentarono la fase preliminare dei Patti Lateranensi. La direzione del Popolo d'Italia fu ancora una volta affidata ad Arnaldo Mussolini. Questa fu anche la sua ultima battaglia giornalistica prima di morire improvvisamente. Non fu di facile conclusione il progetto di conciliazione, sia perché nello stesso periodo Mussolini si trovò impegnato nella Carta del Lavoro, sia perché il Duce si trovò costretto a fronteggiare il conflitto sorto sul caso Azione Cattolica.
La discussione su questo caso, dopo le varie polemiche e critiche di ogni genere da ambo le parti, si tramutò in un "casus belli" per il quale il Papa in prima persona prese posizione ufficiale, costringendo Mussolini a fare altrettanto. D'altronde l'influenza che le organizzazioni cattoliche ebbero sul terreno sindacale e sociale non fu di poco conto. Arnaldo, in questo frangente si intromise in due fasi diverse: la prima al fine di chiarire definitivamente le sfere di influenza dei due poteri per competenza (statale da una parte e cattolica dall'altra), e la seconda, dopo lo scioglimento delle organizzazioni giovanili cattoliche e l'enciclica Non abbiamo bisogno, per riaffermare il diritto del fascismo ad imprimere il proprio marchio educativo alla gioventù.
L'accordo tra Stato e Chiesa comunque avvenne il 30 settembre 1931 e Arnaldo scrisse l'ultimo suo intervento degno di nota apparso sulle pagine del Popolo d'Italia. Il fratello del Duce morì nel dicembre dello stesso anno e per volere del Capo del Governo gli succedette il figlio Vito, il quale fu spesso assente dalla redazione e dimostrò di essere poco portato agli interessi giornalistici. In realtà l'eredità giornalistica venne tramandata a Sandro Giuliani che dal 1932 al 1936 fu capo redattore ed a Gaetano Polverelli, che passò al ruolo di capo dell'Ufficio Stampa.

#### Con il Corporativismo
Il fascismo in quel preciso periodo fu in continua evoluzione e nell'ordine sociale e civile capeggiò l'idea del corporativismo bottaiano. Furono anni nei quali l'Italia fascista mise in discussione i diversi sistemi sociali allora presenti, come il collettivismo sovietico e il capitalismo anglosassone. In questa fase il Popolo d'Italia aprì le sue colonne agli esponenti delle diverse tendenze liberiste, stataliste, ruralizzatrici, industrializzatrici, privatistiche e programmatiche.
Non solo Bottai quindi espresse i suoi punti di vista ma anche i suoi contraddittori o "modificatori" del sistema sociale da lui inventato presero parte al dibattito che ne scaturì. Ugo Spirito, Edmondo Rossoni, Guido Gamberini, Sergio Panunzio, Angelo Oliviero Olivetti, Gino Arias, Maurizio Maraviglia e lo stesso Mussolini (in forma anonima), scesero in campo per tracciare il profilo di una nuova economia che riconoscesse il diritto alla proprietà privata in funzione sociale e che facesse tesoro delle esperienze che si manifestarono nell'America rooseveltiana. Il dibattito si protrasse fino al 1933 quando venne istituita la Camera dei fasci e delle corporazioni.
In quel periodo venne affidato a Gentile il compito di "sistemare" il pensiero fascista attraverso la pubblicazione del testo base dell'ideologia riportata in La dottrina del fascismo. Sempre Gentile, e sempre in stretta collaborazione con il Duce, creò anche l'Enciclopedia Italiana. Nel frattempo Mussolini fece pubblicare le opere di Oswald Spengler tradotte in italiano. La rivoluzione culturale toccò anche l'università, dove molti giovani erano agnostici sul fascismo o conoscevano solo le celebrazioni del regime.
Il giornale nel 1933-1934 aprì le sue porte ad un nutrito gruppo di giovani universitari quali: Niccolò Giani, Berto Ricci, Vitaliano Brancati, Romano Bilenchi, Ruggero Zangrandi, Edgardo Sulis, Indro Montanelli, Diano Brocchi. Nell'ambito della cultura e nel clima giovanile venne fondato il GUF (Gruppi Universitari Fascisti), una struttura istituzionale, espressione del fermento della nuova cultura fascista. L'inserimento delle giovani leve all'interno del Popolo d'Italia fu voluto da Mussolini anche per svecchiare il tono pesante e greve che il giornale acquisì durante gli anni di regime.

### Giornale di regime: dal 1936 al 1943

#### La politica estera e Giorgio Pini
Dopo un decennio di relativa calma, Mussolini rivolse le sue attenzioni alla politica estera. Insieme agli appelli rivoluzionari dei "tempi nuovi" dove si propagandò la necessità di una crescita demografica e il richiamo all'ideale dell'Impero, il quotidiano mutò la rotta politica estera fascista. L'interesse internazionale si fece maggiore alla vigilia della guerra d'Etiopia criticando i franco-britannici, nonché per il diritto dell'Italia alla "quarta sponda" e per la ripresa della politica imperiale fascista di Roma.
Le Sanzioni economiche all'Italia fascista sancite dalla Società delle Nazioni non tardarono a piovere sulla politica colonialista di Roma. Il Popolo d'Italia si trovò in prima linea nella guerra anti sanzionista, basando il riscontro dei lettori sul patriottismo e sulla lotta al tradimento. Fu l'apice del periodo del consenso italiano al fascismo. Dopo la proclamazione dell'impero, Mussolini decise di dedicarsi al rilancio del suo giornale anche perché l'assenza continua di Vito e le possibili tresche del capo redattore Giuliani con Farinacci, portarono il Duce in condizioni di diffidenza.
Con l'avvento di Achille Starace alla qualifica di Segretario del PNF il giornale accrebbe la popolarità e le tirature arrivarono fino a 142.000 copie vendute, grazie anche e soprattutto al massiccio apporto degli abbonati cosiddetti "d'ufficio" voluti dal neo segretario del partito. Si trattava ora di trovare un valido responsabile che prendesse le redini del quotidiano: Mussolini nel 1936 scelse come caporedattore Giorgio Pini. Pini disse che avrebbe voluto fare del Popolo d'Italia un quotidiano capace di dare ai lettori non solo un indirizzo politico ma anche le informazioni e le immagini della vita quotidiana del Paese. Inoltre chiese a Mussolini di intervenire direttamente con i suoi contributi editoriali e corsivi.
Benché il giornale fosse stato affidato a Pini e da lui improntato secondo il programma già visionato dal Duce, Mussolini non si limitò agli interventi giornalistici ma arrivò ad inserirsi nella vita del giornale in maniera rilevante approvando o disapprovando proposte di collaborazione, supervisionando e correggendo articoli i cui contenuti esigevano una certa delicatezza, e persino consigliando il formato dei cliché che avrebbero dovuto illustrare le notizie. Nonostante i molteplici interventi, Pini ebbe comunque un buon margine di manovra.
Egli sradicò infatti le impostazioni di selezione dei lettori adottate da Arnaldo, allargando a ventaglio la ricerca dei lettori, immise nel giornale rubriche più evasive, novelle, racconti e molto sport, proprio quando l'Italia primeggiò in diverse discipline. Ritornarono le firme di un tempo come quelle di Filippo Tommaso Marinetti, Ardengo Soffici, Riccardo Bacchelli, Giuseppe Ungaretti, Carlo Carrà, Giovanni Papini, Pier Ludovico Occhini, Mario Sironi, gli architetti Giovanni Muzio, Giò Ponti, Giuseppe Pagano, Luigi Rava, gli editori Arnoldo Mondadori e Valentino Bompiani. Tornarono a scrivere per il Popolo d'Italia anche persone che ebbero pesanti screzi con Mussolini come Arturo Rossato.
Oltre a Mussolini stesso, il quale preferì quasi sempre rimanere anonimo. Un anonimato relativo perché ad ogni scritto del Duce Pini preventivamente scriveva la frase: "Domani un importante articolo sul tema...." e ben presto i lettori capirono che l'articolo sarebbe stato scritto dal Duce. Uno dei periodi di maggior risalto per il quotidiano fu nel contesto della guerra di Spagna. Il 17 giugno 1937 l'articolo del Duce intitolato Guadalajara fece superare nuovamente il tetto delle tirature, tanto che l'articolo dovette essere ripubblicato nei numeri successivi. Il 30 giugno un altro articolo, I volontari e Londra portò la stessa situazione precedente. E ancora il 24 luglio con Le realtà e le finzioni.

#### Tra leggi razziali e sindacalismo
Nel 1937 e 1939 si segnalarono due campagne importanti per il Popolo d'Italia, quella sulla questione della razza e sulla questione sindacale. La campagna sulla razza durò circa due settimane, dal 25 maggio all'8 giugno 1937, dopo di che Pini ricevette una telefonata da Mussolini che gli ordinava di chiudere l'argomento perché "male impostato". Prima di queste date il quotidiano già ebbe modo di affrontare l'argomento sulla razza. Il 4 giugno 1919 Mussolini, in occasione della guerra civile in Russia, denunciò l'ebraismo mondiale come anima del bolscevismo e capitalismo. Ma dopo un anno e mezzo dall'accusa l'opinione del Duce fu opposta a quella prima espressa. Il cambiamento di rotta avvenne anche perché alcuni industriali che finanziavano il suo giornale erano di origine ebrea.
In seguito, in occasione dell'omicidio di Walther Rathenau, perpetrato da alcuni membri dei Corpi Franchi pubblicò un altro articolo con il quale condannò l'antisemitismo come aspetto del pangermanesimo. Da questa posizione non si smosse neanche dopo le polemiche occasionali pubblicate contro di lui da Israel ed altri giornali della comunità ebraica. Benché il Popolo d'Italia avesse pubblicato diverse volte attacchi agli ebrei attivi fuori dalle frontiere nell'antifascismo, per tre volte lo stesso giornale sottolineò il suo dissenso al razzismo nazionalsocialista.
L'allontanamento repentino da queste idee giunse inaspettato per tutti. "Come sapete, io sono razzista" esordì il Duce nella primavera del 1937 con l'intenzione di prendere di petto la questione attraverso le pubblicazioni di articoli. Ma per i vari impegni di governo vi dovette rinunciare ed al suo posto prese carta e penna il recensore del libro Gli ebrei in Italia di Paolo Orano dando inizio alla campagna razzista.
Vennero fatte alcune domande retoriche sull'argomento negli articoli pubblicati che chiedevano se gli ebrei dovevano essere considerati d'Italia o in Italia. A giudicare dall'enorme quantità di lettere che giunsero in redazione, scritte da ebrei antisionisti, l'interrogativo non lasciò eccessivi dubbi in proposito. Ma lo spinoso problema provocò l'intervento di tutta la stampa italiana. Mussolini vista la piega che l'argomento stava prendendo, decise drasticamente di tagliare.
Venne ripreso un anno dopo da Mussolini in persona. Egli non intervenne solo con articoli, editoriali e corsivi ma anche decidendo il licenziamento del vecchio Gino Arias per le sue origini ebraiche. A causo della solita incombenza di lavoro e di impegni il Duce si distaccò nuovamente dal problema e i suoi interventi giornalisti cessarono. Il giornale finì per occuparsi dell'argomento razziale in maniera sporadica più che altro facendo rilevare l'alto numero di ebrei presenti in alcune categorie professionali. Spunti antisemiti comparvero solo nel corpo di articoli che in piena guerra denunciarono l'alleanza "plutocratica" ai danni dell'Asse.
Molto più vivace fu invece la campagna sindacale del 1938-1939 che vide un vero e proprio attacco alla borghesia e allo spirito borghese. Dopo la guerra d'Africa iniziò l'attacco alla borghesia condotta con una serrata polemica che più volte travalicò i limiti imposti dal Duce. La campagna contro la borghesia toccò le punte più aspre prima sotto il profilo teorico, poi sotto quello pratico. E quando non furono le pagine del Popolo d'Italia ad attaccare la borghesia furono i suoi giovani giornalisti, Edgardo Sulis, Berto Ricci, Roberto Pavese che pubblicarono il volume scandalo intitolato Processo alla borghesia. Lo scalpore fu tale che tre edizioni si esaurirono in quattro mesi.
La questione si ampliò ulteriormente a causa di una campagna per il rispetto delle norme sindacali condotta da Ruggero Zangrandi tra l'agosto del 1938 e il maggio del 1939. Su Il Popolo d'Italia vennero pubblicate in quel periodo un numero impressionante di denunce arrivate alla redazione con tanto di nome, cognome e dati informativi dei datori di lavoro che, secondo gli esponenti, avevano compiuto le infrazioni contestate. La vicenda che sarebbe potuta rimanere tra le righe dei giornali assunse connotati politici quando lo stesso Mussolini fu chiamato in causa in prima persona, accusato di aver voluto dare risalto pubblico alla vicenda attraverso la pubblicazione dei nomi dei denunciati.

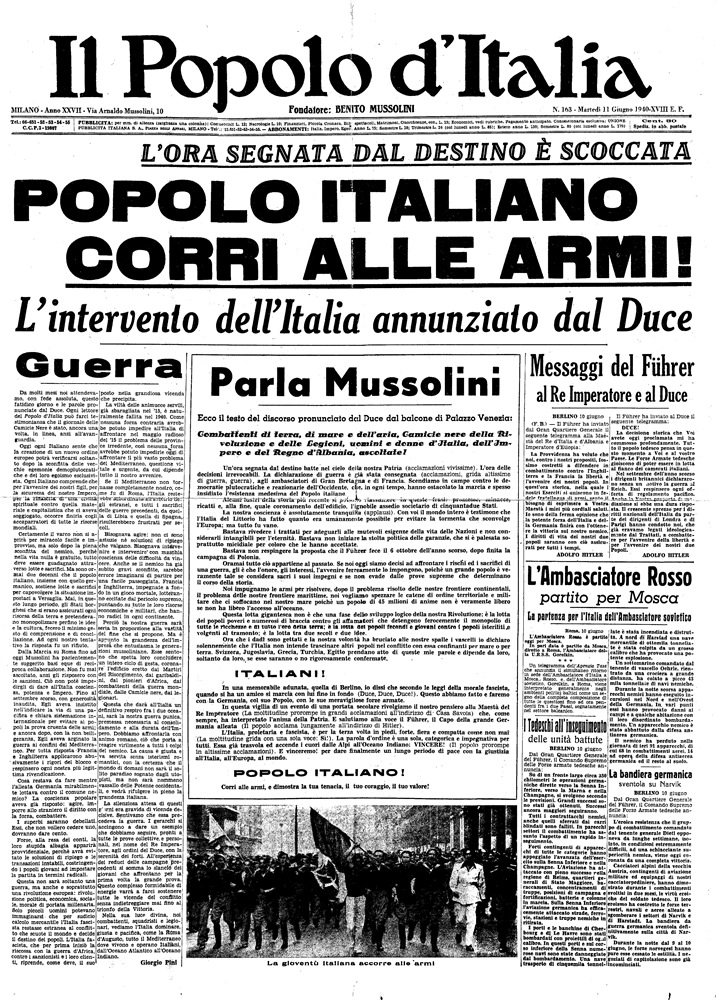
Prima pagina del «Popolo d'Italia» dell'11 giugno 1940.

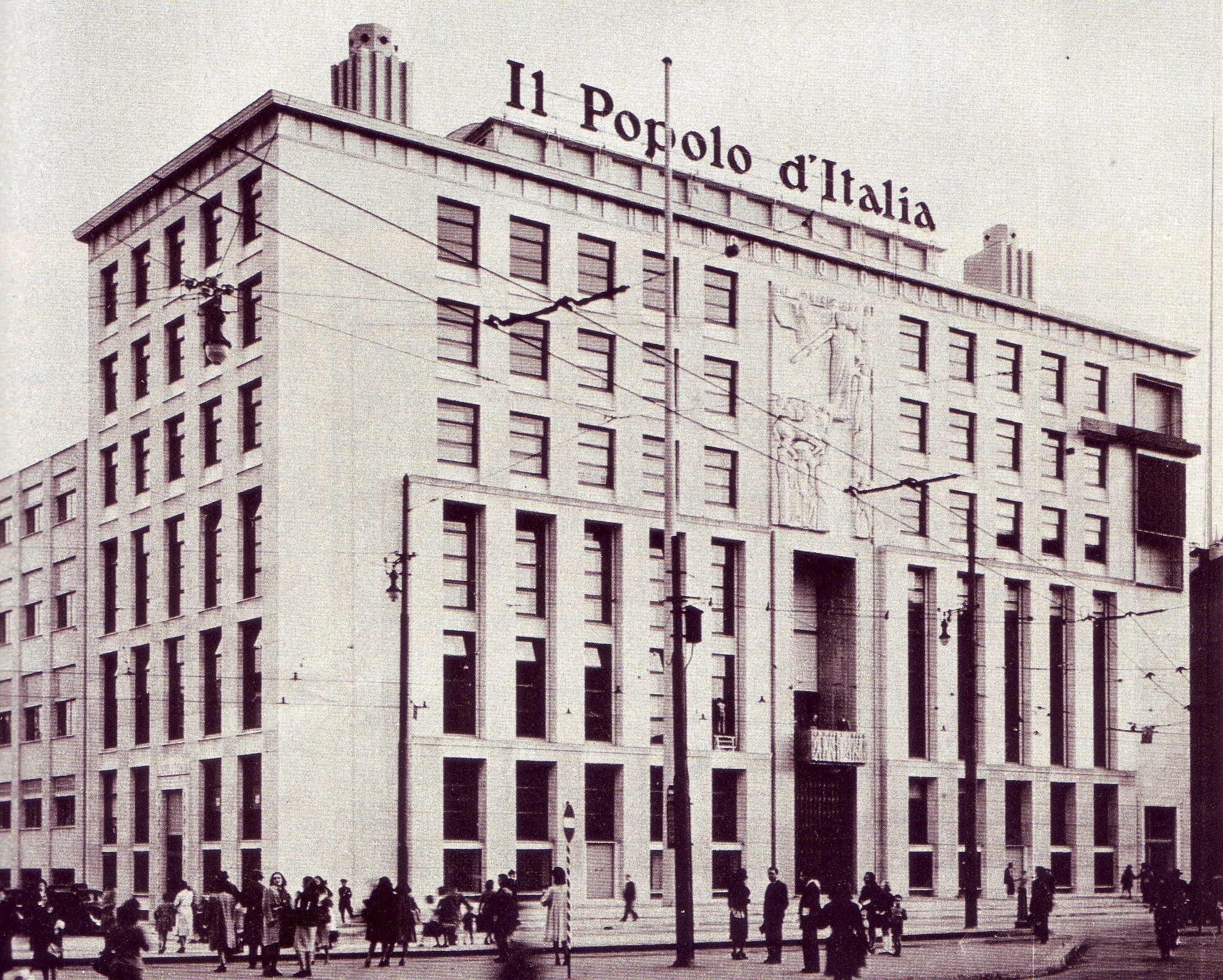
La nuova sede de Popolo d'Italia, inaugurata nel 1942.

Anche gli antifascisti fuoriusciti, attirati dalle polemiche e dalle prese di posizione del governo fascista si stupirono di così tanto scalpore fino ad indurre Pini a troncare di netto l'argomento per aver travalicato il limite del tollerabile consentito. Sarà questo argomento, ancor più di quello sul razzismo, che porterà le tirature del giornale alla cifra di 434.000 copie vendute solo il 28 ottobre 1938.

#### La guerra e la chiusura
Il 10 giugno 1940 l'Italia entrò in guerra. Le copie vendute l'indomani sfiorarono le 435.000 unità per poi stabilizzarsi nel corso dei giorni a venire sulle 397.000 copie. Fu il periodo dei corrispondenti di guerra, tra i quali spiccarono i nomi di Mario Appelius e Luigi Barzini senior. In quel frangente la cultura e l'ideologia scivolarono in seconda e terza pagina lasciando il posto alle cartine di guerra ed ai reportage dai campi di battaglia.
Alcuni giornalisti "storici" del quotidiano furono chiamati nel pieno del conflitto a svolgere incarichi politici come Polverelli che venne eletto ministro della cultura popolare e Carlo Ravasio, vice segretario nazionale del PNF. L'ultimo atto del giornale si consumò nella notte fra il 25 e il 26 luglio 1943. L'edizione di lunedì 26 luglio 1943 del giornale era stata già impaginata per la stampa quando gruppi di manifestanti penetrati nel palazzo della nuova sede redazionale ne impedirono l'uscita. I redattori avevano preparato una prima pagina intitolata:
(numero 207 - Anno XXI)
Il numero 207 - Anno XXI, non vide mai la luce. Lo stesso giorno Pietro Badoglio vietò la pubblicazione del giornale. Meno di due mesi dopo, tornato in libertà e ormai deciso alla fondazione della Repubblica Sociale Italiana, Mussolini rifiutò la riapertura de Il Popolo d'Italia, di cui sede, macchinari e corpo redazionale rimasero intatti:
Giornale ufficiale del Partito Fascista Repubblicano divenne quindi Il Lavoro Fascista, nato come quotidiano del sindacalismo fascista. Durante il periodo della Repubblica Sociale, in ogni caso, quando Mussolini ritenne opportuno rendere pubbliche dichiarazioni scrisse sul Corriere della Sera. Nel 1944 il palazzo sede del quotidiano (in piazza Cavour) e la tipografia con le macchine da stampa (in via Settala) furono venduti da Benito Mussolini all'industriale milanese Gian Riccardo Cella. Dal maggio 1945 la tipografia venne utilizzata per stampare il Giornale Lombardo. Un decreto legislativo del 26 marzo 1946 confiscò i beni del capo del fascismo e dichiarò inefficaci gli atti di vendita da lui sottoscritti.

## Sottotitoli della testata
- Quotidiano socialista (15 novembre 1914 - 30 luglio 1918)
- Quotidiano dei combattenti e dei produttori (1º agosto 1918 - 31 dicembre 1921)
- Chi ha del ferro, ha del pane.[30] (1º gennaio 1922 - 28 ottobre 1922)

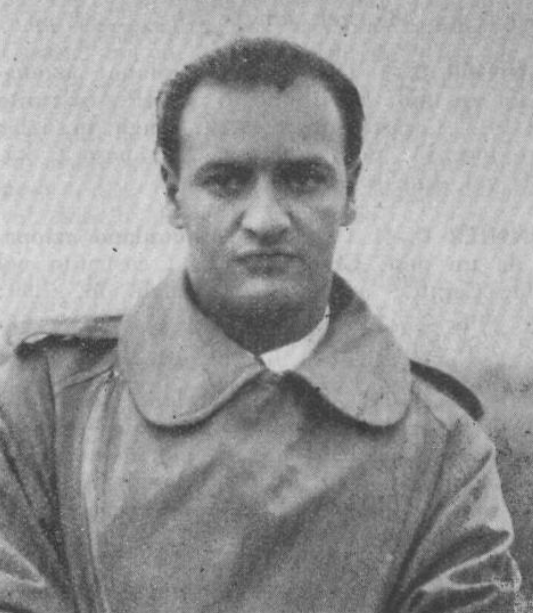
Il direttore Vito Mussolini nel 1936.

## Direttori
- Benito Mussolini (15 novembre 1914 - 30 ottobre 1922)
- Arnaldo Mussolini (1º novembre 1922 - 21 dicembre 1931)
- Vito Mussolini (22 dicembre 1931 - 26 luglio 1943)

Sandro Giuliani, redattore capo con funzioni dirigenziali (1932 - dicembre 1936)
Giorgio Pini, redattore capo con funzioni dirigenziali (gennaio 1937 - 26 luglio 1943)

## Registrazione come mensile
Nel 1998 venne richiesta al tribunale di Milano la registrazione di un giornale con la stessa denominazione. Nel 1999 venne registrato da Giuseppe Martorana (all'epoca segretario del Movimento Fascismo e Libertà) un periodico mensile, con sede a Milano, con la testata "Popolo d'Italia".

## Curiosità
A Genova nel quartiere di Sampierdarena venne chiamata una via in onore de Il Popolo d'Italia per decisione del podestà Carlo Bombrini, espressa con delibera il 19 agosto 1935: via Goffredo Mameli divenne via Il Popolo d'Italia. Dal 19 luglio 1945 con delibera del sindaco Vannuccio Faralli la via ha preso il nuovo nome di via Alfredo Carzino.